# Вигель, Ева Мария
Ева Мария Вигель (29 февраля 1724, Вена — 16 октября 1822, Лондон) — танцовщица и актриса, жена актёра и драматурга Дэвида Гаррика.

## Биография
Вигель перебралась в Англию в 1746 году. 22 июня 1749 года она вышла замуж за Гаррика, при этом свадьба проходила по двум обрядам: католическому, поскольку она исповедовала католицизм, и по протестантскому, поскольку Гаррик был протестантом. Романтические отношения, предшествовавшие свадьбе Вигель и Гаррика, вдохновили Томаса Уильяма Робертсона (англ. Thomas William Robertson) на написание пьесы «Дэвид Гаррик» (англ. David Garrick). Замужество было счастливым, хотя и бездетным. После замужества Ева Мария оставила сценическую деятельность. Она пережила мужа на сорок три года.
Ева Мария Вигель была знаменитой танцовщицей своего времени, она выступала под сценическим псевдонимом Виолетта (англ. Violette). Её покровительницей выступала графиня Бёрлингтон (супруга 3-го графа Бёрлингтона).
К моменту смерти Вигель жила в Вестминстере (Лондон). Она умерла в возрасте 98 лет и была похоронена в Уголке поэтов Вестминстерского аббатства рядом с мужем.